# Caro Hamid, fratello lontano
Caro Hamid, fratello lontano è il terzo romanzo della scrittrice Anna Russo pubblicato nel febbraio del 2007. È un romanzo epistolare.

## Trama
George La Clap è un ragazzo francese di otto anni che, essendo rimasto da poco orfano di padre, grazie ad un’iniziativa proposta dai suoi corn flakes preferiti,  accetta l’idea di adottare a distanza un ragazzo rimasto solo dopo il maremoto indonesiano del 26 dicembre 2004. Dopo qualche piccolo fraintendimento, George inizia a bersagliare di e-mail tante associazioni umanitarie nel mondo, compresa l’ONU, e alla fine riesce a rintracciare il fratello a distanza, Hamid Chery, che successivamente confiderà a George che è molto preoccupato per la mamma, visto che non sa che fine abbia fatto dopo lo tsunami. Così George, dopo un altro attacco di e-mail per tutto il mondo, riesce a trovare la mamma di Hamid, ricoverata in un ospedale vicino Sumatra. Hamid scappa per ritrovarsi con lei e quando la mamma di George viene a sapere dell’amicizia tra il figlio e Hamid, decide di portarlo in Indonesia per fargli conoscere di persona questo “fratello lontano”.

## Edizioni
- Anna Russo, Caro Hamid, fratello lontano, Einaudi, 2007,  p. 113, ISBN 978-88-477-1920-0.